# Rudka (Basses-Carpates)
Pour les articles homonymes, voir Rudka.
Rudka est une localité polonaise de la gmina de Sieniawa, située dans le powiat de Przeworsk en voïvodie des Basses-Carpates.